# Amblyteles massiliensis
Amblyteles massiliensis là một loài tò vò trong họ Ichneumonidae.